# Seznam leónských králů

Královský znak Leónu po uzavření unie s Kastilií (16./17. století)

Asturské království se na počátku 10. století rozpadlo do několika samostatných monarchií: León, Galicie a vlastní Asturie. Obě posledně jmenované země však brzy připadly Leónu, který tak lze označit za nástupnický stát Asturie. V roce 925 se osamostatnila hrabata z Burgosu, jež se měla napříště titulovat jako hrabata kastilská.

Malý znak Leónu

## Dynastie Pelayo
- 910–914 García I.
- 914–924 Ordoño II., od roku 910 rovněž král Galicie
- 924–925 Fruela II., již od roku 910 král Asturie
- 925 Alfonso Froilaz v letech 925 až 926 rovněž král Galicie
- 925–931 Alfons IV. Mnich, † 933
- 931–951 Ramiro II.
- 950–956 Ordoño III.
- 956–958 Sancho I.
- 958–960 Ordoño IV.
- 960–966 Sancho I. (opět dosazen na trůn)
- 966–984 Ramiro III.
- 984–999 Bermudo II., již od roku 982 král Galicie
- 999–1028 Alfons V. Vznešený
- 1028–1037 Bermudo III.

## Navarrská dynastie
- 1037–1065 Ferdinand I. Veliký, král Leónu a Kastílie, Císař Hispánie
- 1065–1072 Alfons VI. Statečný, král Leónu a Kastílie
- 1072 Sancho II. Silný, král Leónu a Kastílie
- 1072–1109 Alfons VI. Statečný (opět dosazen na trůn), král Leónu a Kastílie, Císař celé Hispánie
- 1109–1126 Urraca I., královna Leónu a Kastílie

## Burgundská dynastie

štít Alfonsa IX.

- 1126–1157 Alfons VII., král Leónu a Kastílie, Císař celé Hispánie
- 1157–1188 Ferdinand II.
- 1188–1230 Alfons IX., poslední panovník samostatného království León, otec Ferdinanda III. Svatého

## Dynastie Trastámara
- 1369–1379 Jindřich II. Bastard
- 1379–1390 Jan I.
- 1390–1406 Jindřich III.
- 1406–1454 Jan II.
- 1454–1474 Jindřich IV.
- 1474–1504 Isabela I. Katolická, manželka Ferdinanda II. Aragónského
- 1504–1555 Jana I.
  - 1504–1506 Filip I., manžel
  - 1506–1516 Ferdinand V., otec
  - 1516–1556 Karel I., syn a první španělský král